# Jimmy McHugh
Jimmy McHugh (Boston, Estados Unidos, 10 de julio de 1894-Beverly Hills, 23 de mayo de 1969) fue un letrista y compositor de canciones estadounidense, que trabajo principalmente desde la década de 1920 a 1950. Sus canciones han sido grabada por muchos artistas entre los que destacan: Chet Baker, June Christy, Bing Crosby, Deanna Durbin, Ella Fitzgerald, Judy Garland, Adelaide Hall, Billie Holiday, Bill Kenny, Peggy Lee, Carmen Miranda, Nina Simone o Dinah Washington.
Además, trabajó con grandes letristas como Dorothy Fields en la creación de temas como "I Can't Give You Anything But Love, Baby" o "On the Sunny Side of the Street".
Fue nominado al premio Óscar a la mejor canción original en 1935 por Lovely to Look At para la película Roberta —donde era cantada por Irene Dunne—, que fue finalmente vencida por la ganadora Lullaby of Broadway, canción de Harry Warren interpretada por Wini Shaw en la película Gold Diggers of 1935.

## Premios y distinciones
Premios Óscar
| Año  | Categoría              | Canción                                | Película                     | Resultado |
| ---- | ---------------------- | -------------------------------------- | ---------------------------- | --------- |
| 1936 | Mejor canción original | «Lovely to Look At»                    | Roberta                      | Nominado  |
| 1941 | Mejor canción original | «I'd Know You Anywhere»                | El castillo de los misterios | Nominado  |
| 1944 | Mejor canción original | «Say a Pray'r for the Boys Over There» | Lazos eternos                | Nominado  |
| 1945 | Mejor canción original | «I Couldn't Sleep a Wink Last Night»   | Cada vez más alto            | Nominado  |